# اوایسیس، شهرستان ریورساید، کالیفرنیا
اوایسیس (به انگلیسی: Oasis) یک منطقهٔ مسکونی در ایالات متحده آمریکا است که در شهرستان ریورساید، کالیفرنیا واقع شده‌است. اوایسیس ۵۰٫۸۴۳ کیلومتر مربع مساحت و ۶٬۸۹۰ نفر جمعیت دارد و -۴۲٫۹۸ متر بالاتر از سطح دریا واقع شده‌است.